# Sperrstelle Schindellegi

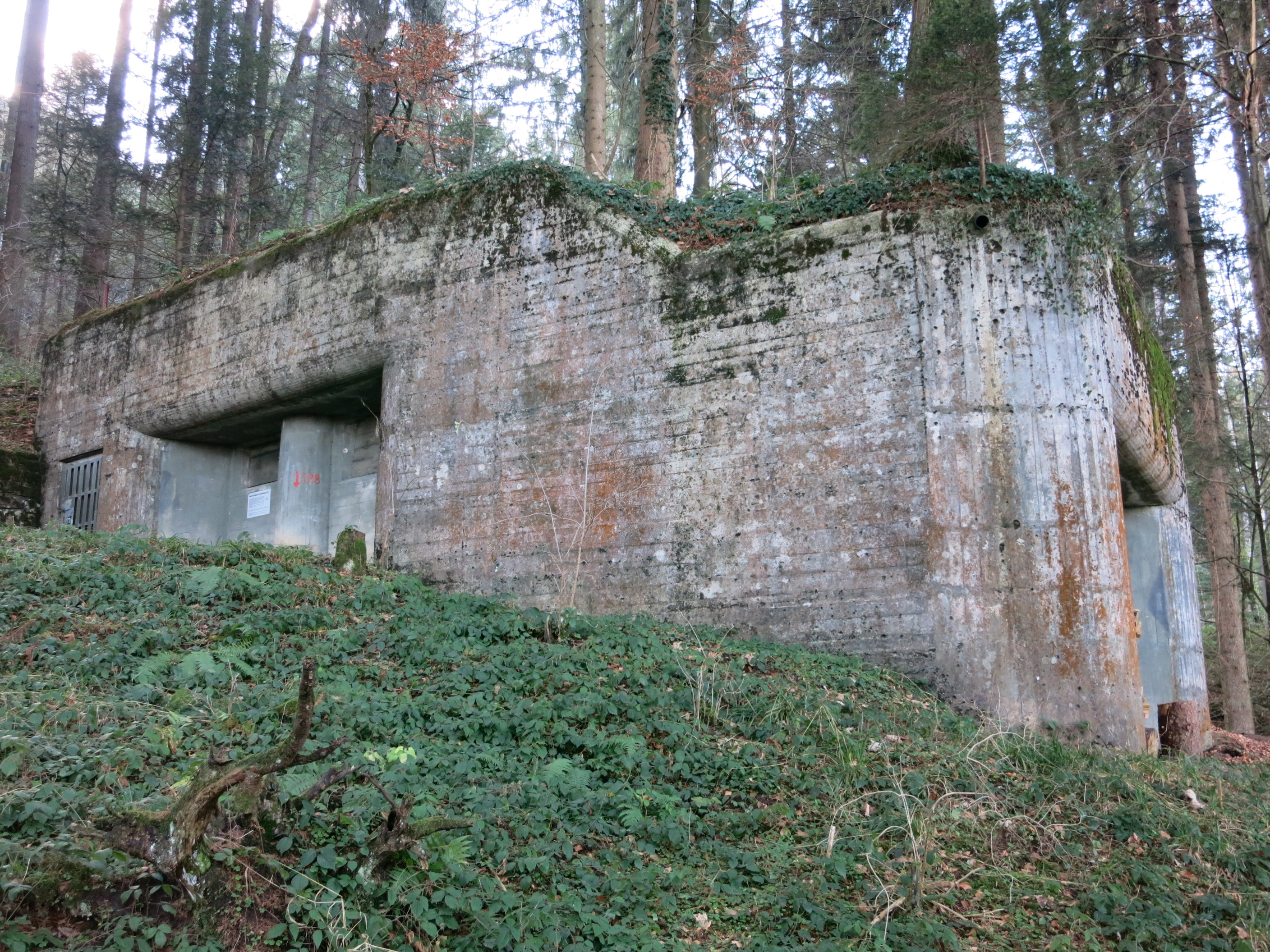
Infanteriebunker Schindellegi A 7149

Die Sperrstelle Schindellegi  war eine Grenzbefestigung der Schweizer Armee. Sie besteht aus den Teilsperren Schindellegi (Armeebezeichnung Nr. 2403) und Biberbrugg (Nr. 2407) in den Ortschaften Schindellegi und Biberbrugg am Reduiteingang zum Becken von Schwyz im Kanton Schwyz. 
Die Sperre wurde ab 1941 gebaut, gehörte zum Einsatzraum der 6. Division und ab 1947 zur Reduitbrigade 24. Sie gilt als militärhistorisches Denkmal von nationaler Bedeutung.

## Geschichte
Die strategische Lage des Ortes Schindellegi am nordöstlichen Zugang zur Innerschweiz und dem Sattel führte vom Mittelalter bis ins 20. Jahrhundert zu kriegerischen Auseinandersetzungen, namentlich während des Alten Zürichkriegs (1439–1450), während der Kappelerkriege (1529–1531), während der Villmergerkriege (1656–1712) und durch französische Truppen im Gefecht bei Schindellegi (1798).
Während des Zweiten Weltkriegs gab die von General Guisan befohlene neue Armeestellung im Reduit (Operationsbefehle Nr. 11, 12, 13) den Anstoss zum Bau der Sperrstelle. Im August 1940 wurde die 6. Division von der Limmatstellung zur Verstärkung des linken Flügels des 4. Armeekorps abgezogen und erhielt den Auftrag, die Zugänge zum Talkessel von Schwyz von westlich des Etzels (Sihlgraben) bis zum Vierwaldstättersees zu sperren. 
Innerhalb dieses Dispositivs hatten die Sperren Schindellegi, Biberbrugg und der Stützpunkt Schwantenau (Einsiedeln) die Aufgabe, den gegnerischen Durchbruch mit mechanisierten Mitteln und Infanterie aus dem Zürichseegebiet über die Sihl in Richtung Innerschweiz zu verhindern. Zuerst wurde eine Strassen- und Bahnbarrikade bei Schindellegi erstellt. 1941 wurden Bunker und Panzerabwehrschilde und 1943 betonierte Unterstände im Schwantenauwald, der Infanteriebunker Altberg (A 7137) und das Geländepanzerhindernis Horgenberg (Einsiedeln, T 3618) gebaut. Zur Fliegerabwehr wurde die Gegend mit drei 20-mm-Flabkanonen des Flab Detachements 74 geschützt. Die Sperrstellen Schindellegi und Biberbrugg bildeten den Abschnitt der Reduitgrenze zwischen der Sperrstelle Feuerschwand und der Sperrstelle Etzel.
Die beiden Panzerabwehrbunker (A7146, A7147) sollten vorrückende gepanzerte Kräfte nördlich und südlich der Bahnlinie bei Kaltenboden vernichten. Sie waren fest mit einer 7,5 cm Kanone 03 ausgerüstet, die nach dem Aktivdienst durch 4,7 cm Panzerabwehrkanonen (Pak) mit Pivotlafette und später durch die 9 cm Pak 50/57 ersetzt wurden. Während des Kalten Krieges wurden die Anlagen modernisiert und zusätzlich Unterstände erstellt.

## Teilsperre Schindellegi
Zur Sperre Schindellegi  (Nr. 2403) gehörten sechs Infanteriebunker, zwei Panzerabwehrbunker und drei Unterstände:
- Infanteriebunker Schindellegi 1 A 7140: Maschinengewehr (Mg), Leichtmaschinengewehr (Lmg) und Beobachter (Beob) ⊙
- Infanteriebunker Schindellegi 2 A 7145: Mg, 2 Lmg und Beob, 24 mm Tankbüchse (mobil) ⊙
- Infanteriebunker Schindellegi 3 A 7141: Mg, 2 Lmg und Beob ⊙
- Infanteriebunker Schindellegi 4 A 7142: Mg, Lmg und Beob ⊙
- Infanteriebunker Schindellegi 5 A 7144: Mg, Lmg und Beob ⊙
- Infanteriebunker Schindellegi 6 A 7149: Doppel-Mg und Beobachter ⊙
- Panzerabwehrbunker Kaltenboden 1 A 7146: 7,5-cm-Feldkanone, ersetzt mit: 4,7 cm Pak 41, später 9 cm Pak 50/57 ⊙
- Panzerabwehrbunker Kaltenboden 2 A 7147: 7,5-cm-Feldkanone, ersetzt mit: 4,7 cm Pak 41, später 9 cm Pak 50/57 ⊙
- Kleinunterstand Kaltenboden 3 A 7143: Telefonzentrale ⊙
- Kleinunterstand Kaltenboden 4 A 7148 ⊙
- Unterstand Schindellegi 7 A 7150 abgebaut
- zwei permanente Infanteriewaffenstellungen Schindellegi Strassentunnel T8 (A 7151, A 7152)
- Unterstand Wildspitz 1 A 7157
- Unterstand Wildspitz 2 A 7156
- Unterstand Wildspitz 3 A 7155 ⊙
- Unterstand Leitermoos A 7158
- Artilleriebeobachter Rossberg Ost 1-3 (A 7159, A 7160, A 7161)
- Unterstand Rossberg-Scherenspitz A 7162
- Artilleriebeobachter Rossberg West 3 A 7163
- Unterstände Rossberg und Scherenbrücke (A 7164, A 7165)
- U4 Kugelbunker Schindellegi SOB F 14301
- Sprengobjekte Sihlbrücken Strasse/Nebenstrasse und Sprengobjekt SOB (M 2662, M 2664)
- Barrikade Schindellegi Strassentunnel T8 T 3629
- Barrikade Scherenbrücke T 3630
- Barrikade Strasse Schindellegi-Strasse T 3631
- Barrikade Strasse Schindellegi-Weg zur Säge T 3632

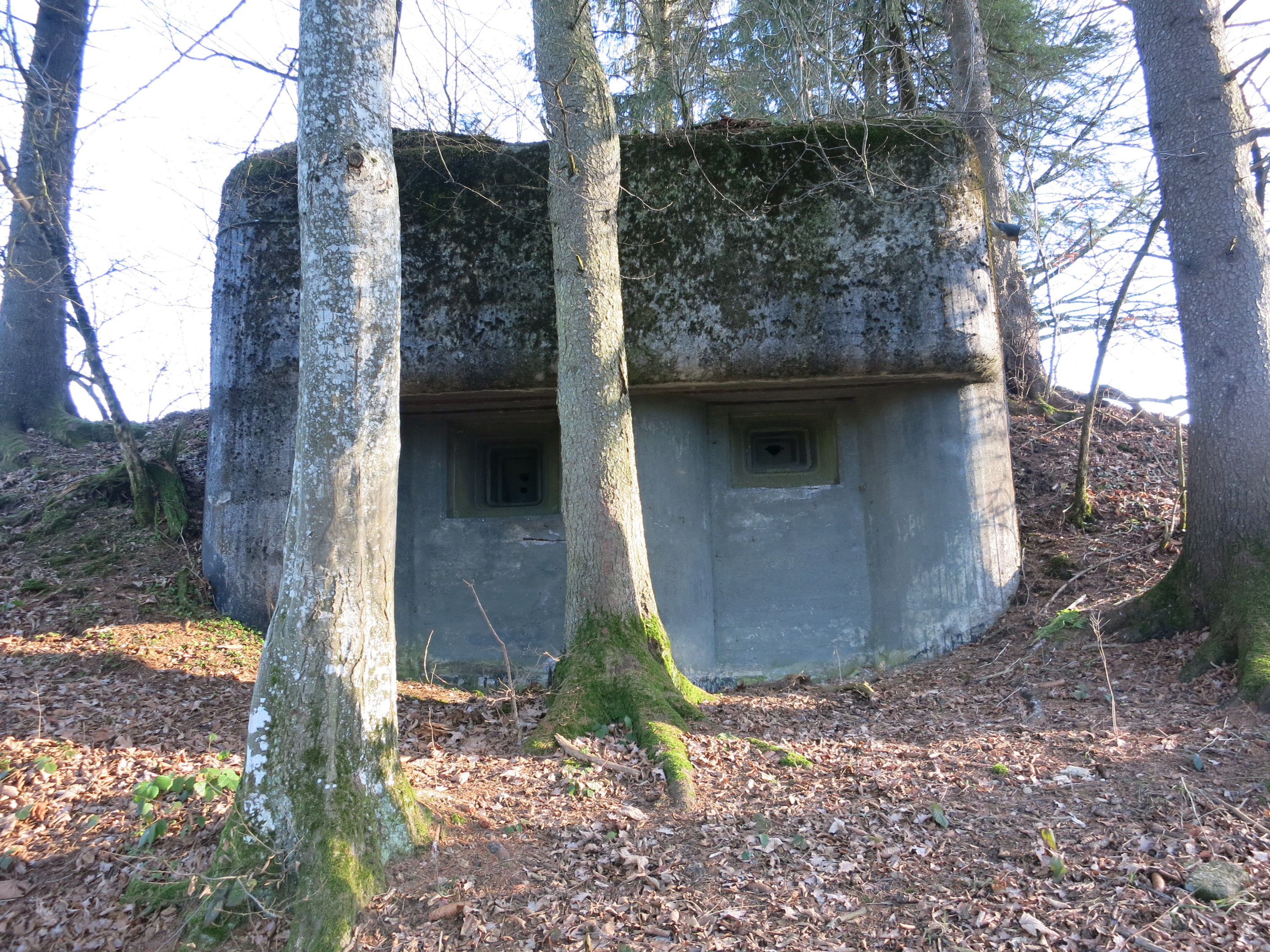
Infanteriebunker Schindellegi A 7141
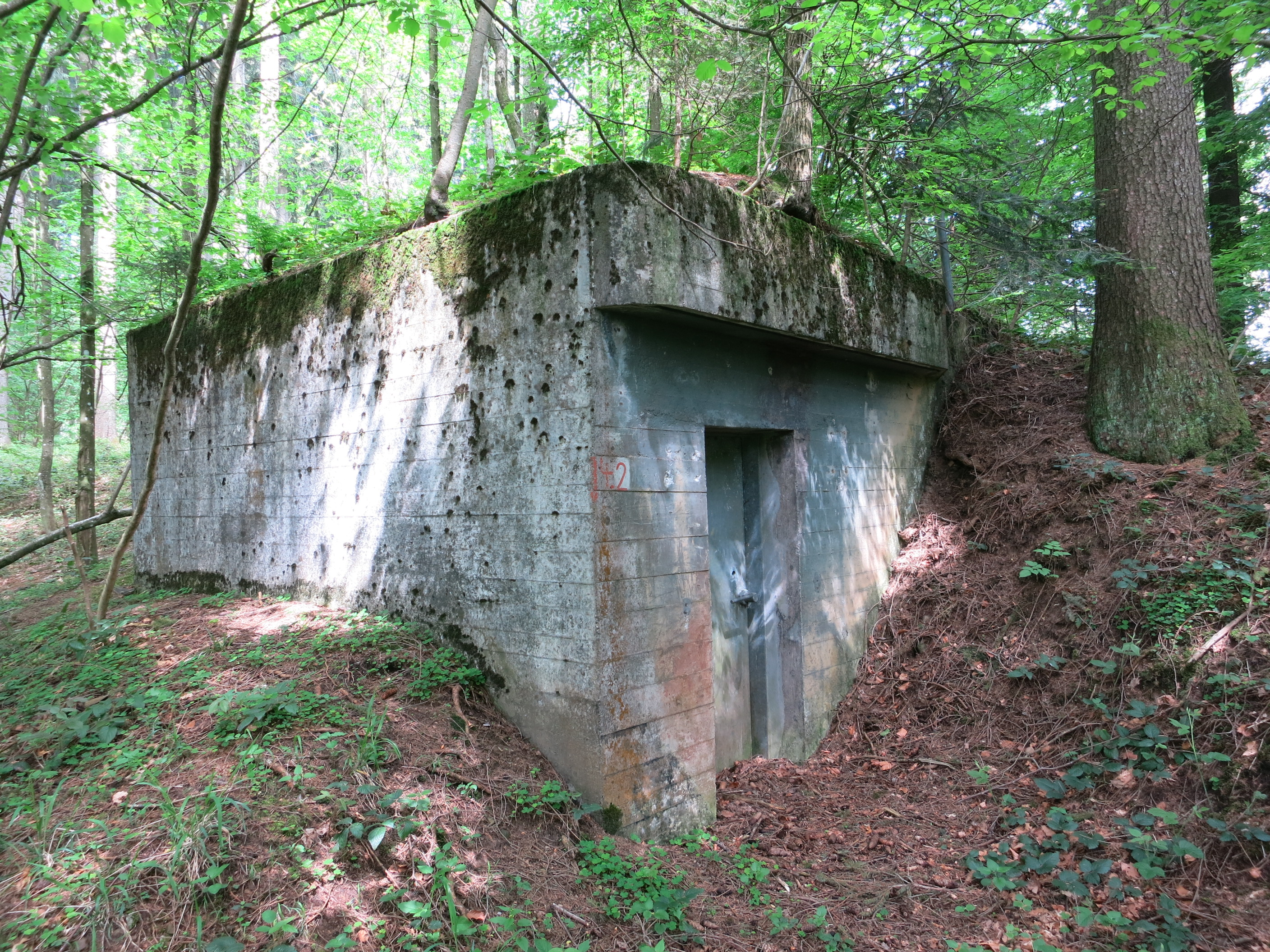
Telefonzentrale Schindellegi A 7143
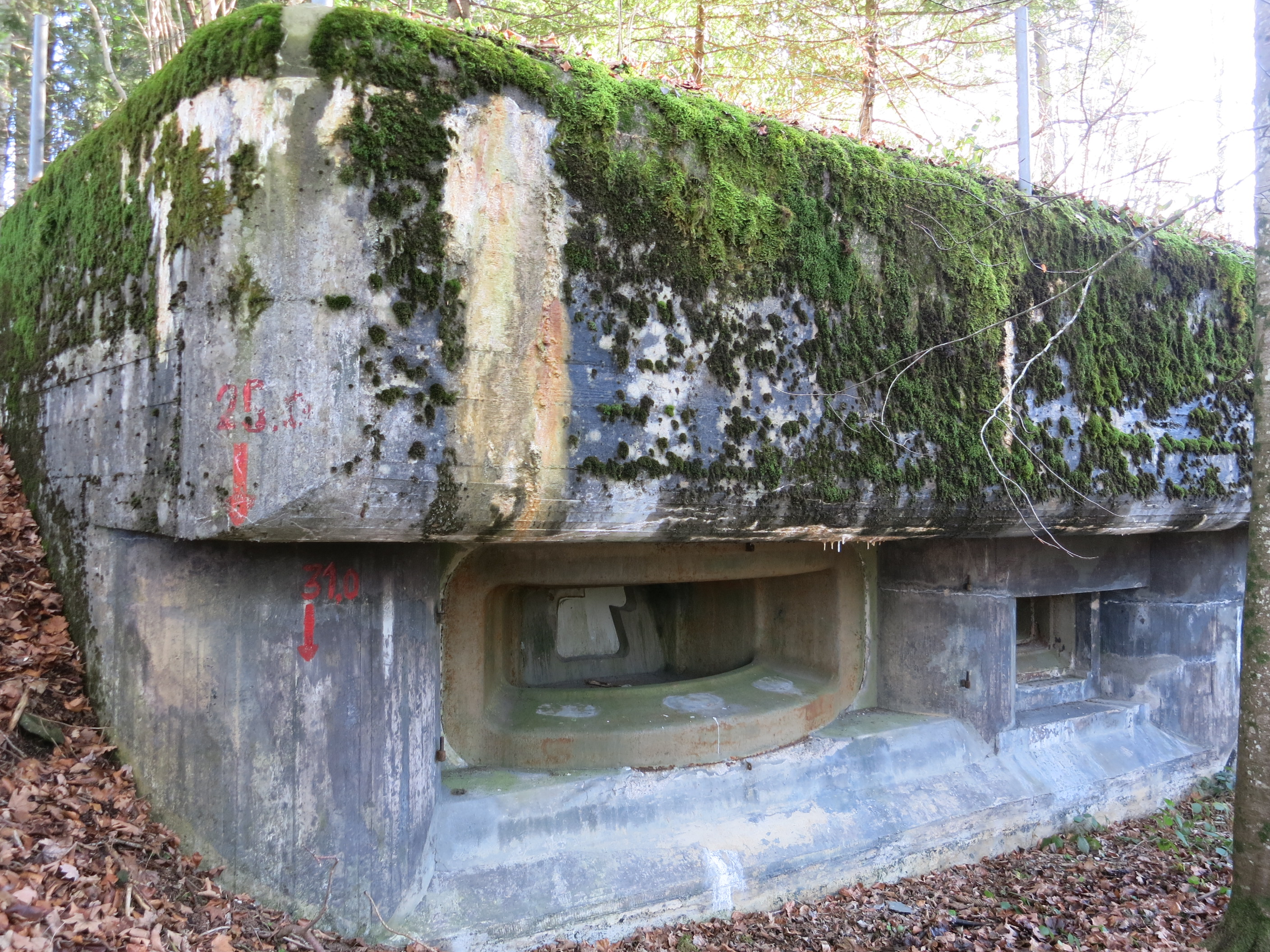
Panzerabwehrbunker Kaltenboden A 7146
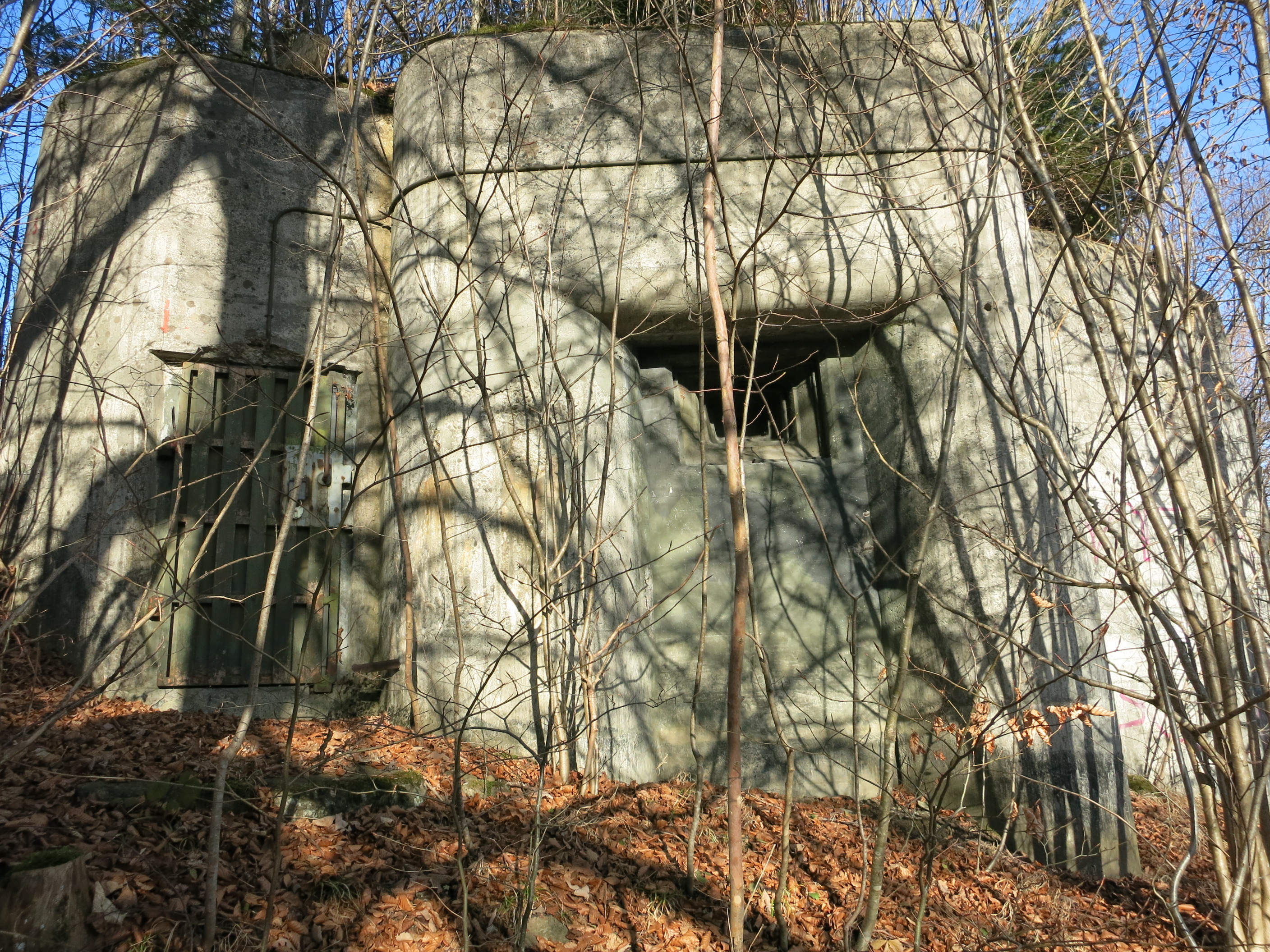
Maschinengewehrbunker Kaltenboden A 7145

## Teilsperre Biberbrugg
Zur Sperre Biberbrugg (Nr. 2407) gehörten drei Infanteriebunker und vierzehn Unterstände:
- Infanteriebunker Schwantenau/Altberg A 7137: 2 Mg,  3 Lmg und Beob ⊙
- Infanteriebunker Biberbrugg Waldschloss A 7138: 7,5-cm-Feldkanone (FK), Mg, Lmg und Beob ⊙
- Infanteriebunker Biberbrugg Restaurant Bahnhof A 7139: 7,5-cm-Fk, Lmg und Beob ⊙
- Unterstände Schwantenau 1-7 (A 7130 – A 7136) ⊙
- Atomschutzunterstand ASU 6S Waldschloss, Altberg, Bennau (F 14150, 14151, 14152)
- Unterstand U12 VOBAG Bennau (doppelt, F 14300) - KP Füs Bat 179
- U4 Kugelbunker Schnabelsberg, Schnabelsberg, ZMS (F 14302, 14303, 14304)
- Barrikade Biberbrücke T 3622
- Barrikade Biberbrücke SOB T 3634
- Barrikade Gütsch-Säge T 3635
- Barrikade Neuberg-Säge T 3636
- Barrikade Neuberg-Säge SOB T 3637
- Sprengobjekt Strasse/Bahn Biberbrugg M 2685[2]

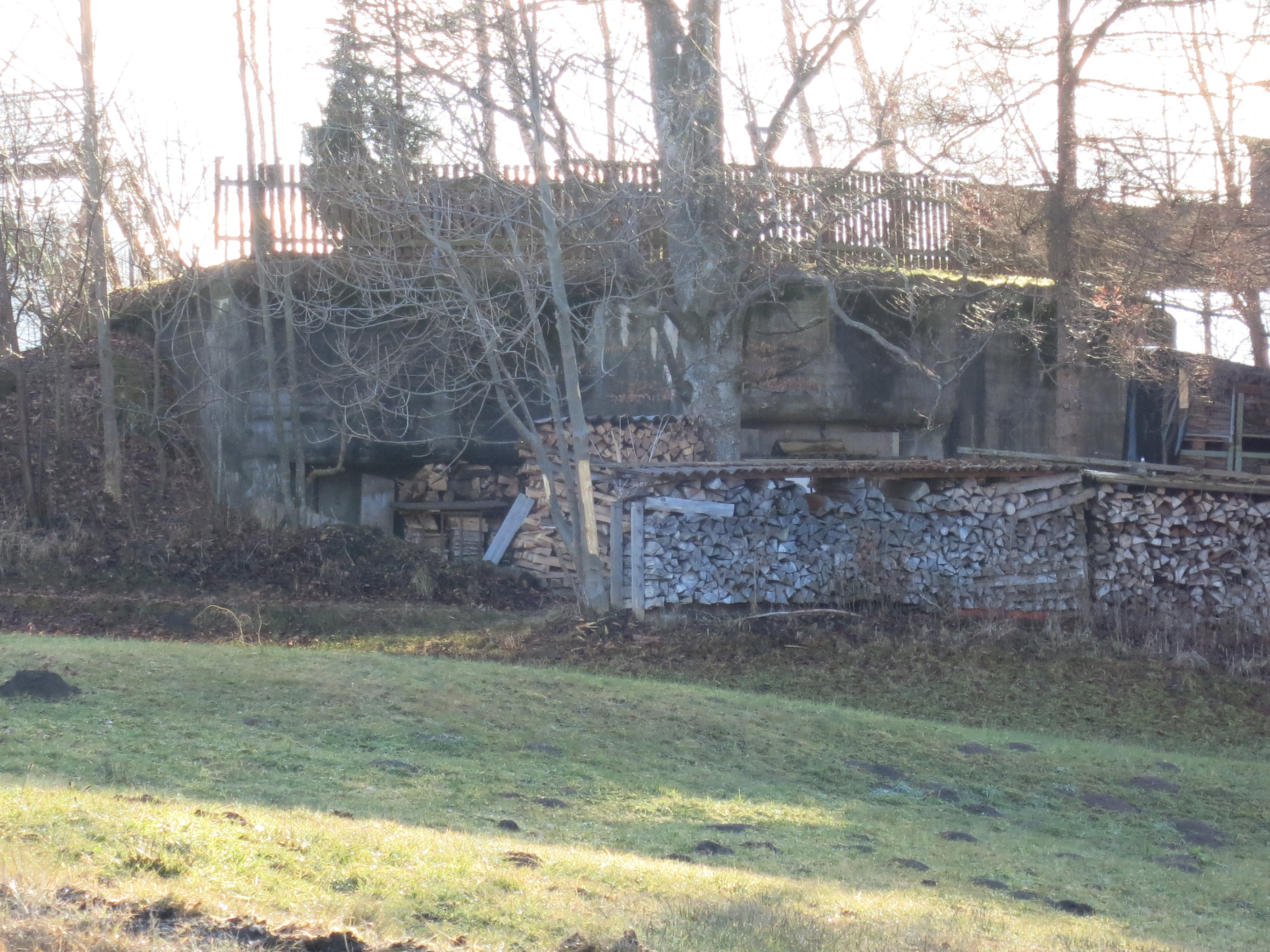
Infanteriebunker Biberbrugg A 7138
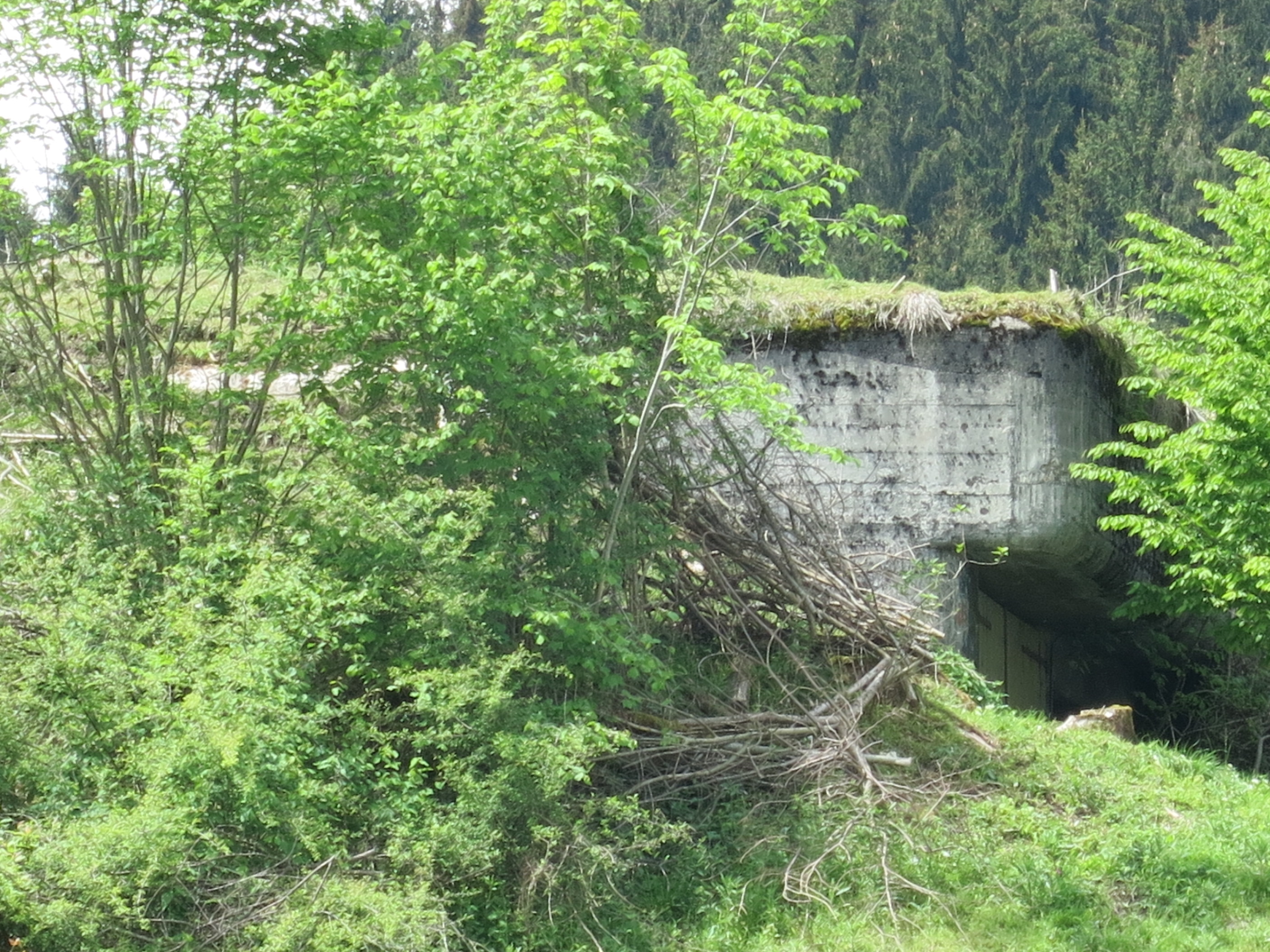
Infanteriebunker Biberbrugg A 7139
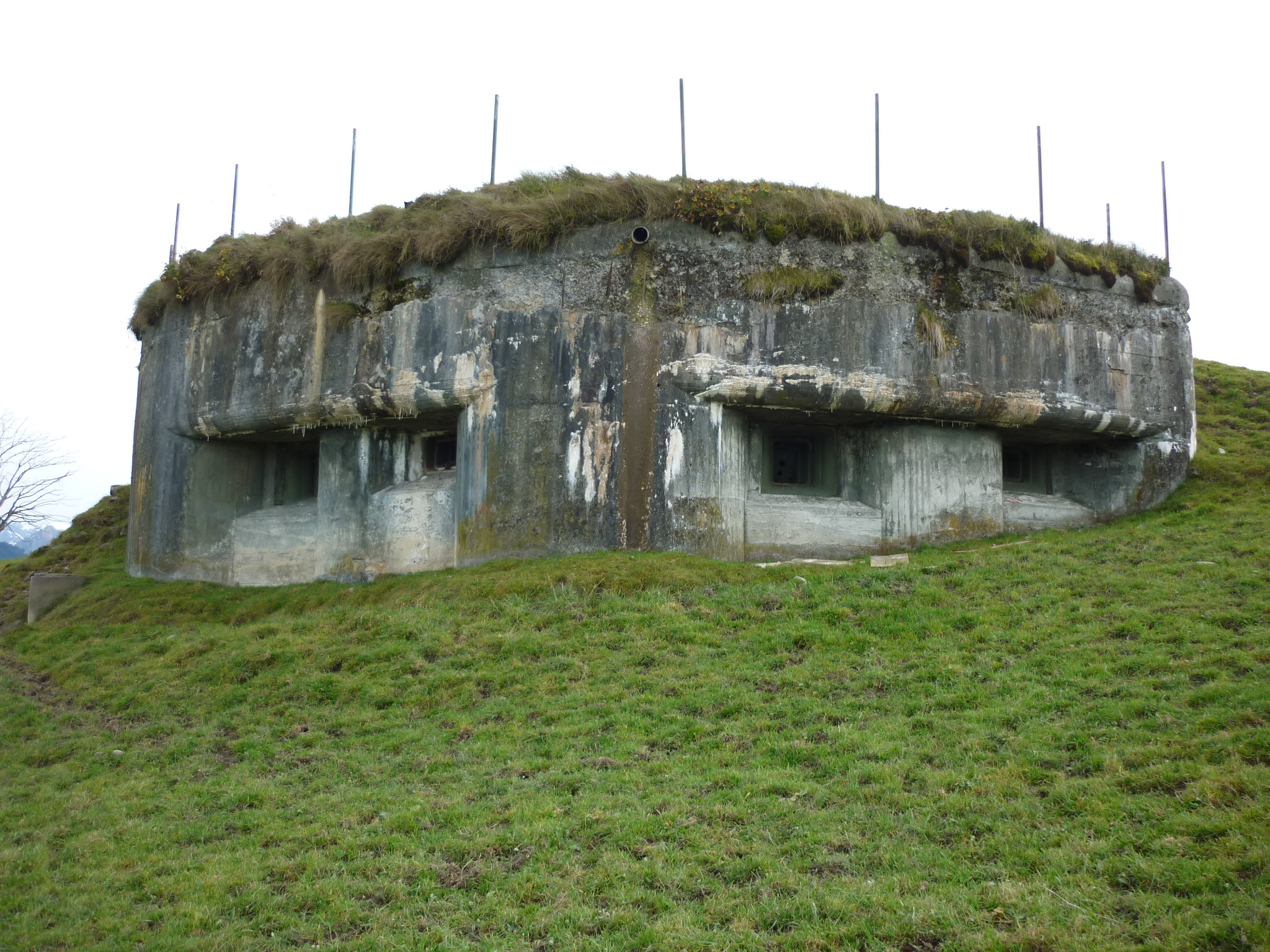
Infanteriebunker Schwantenau A 7137
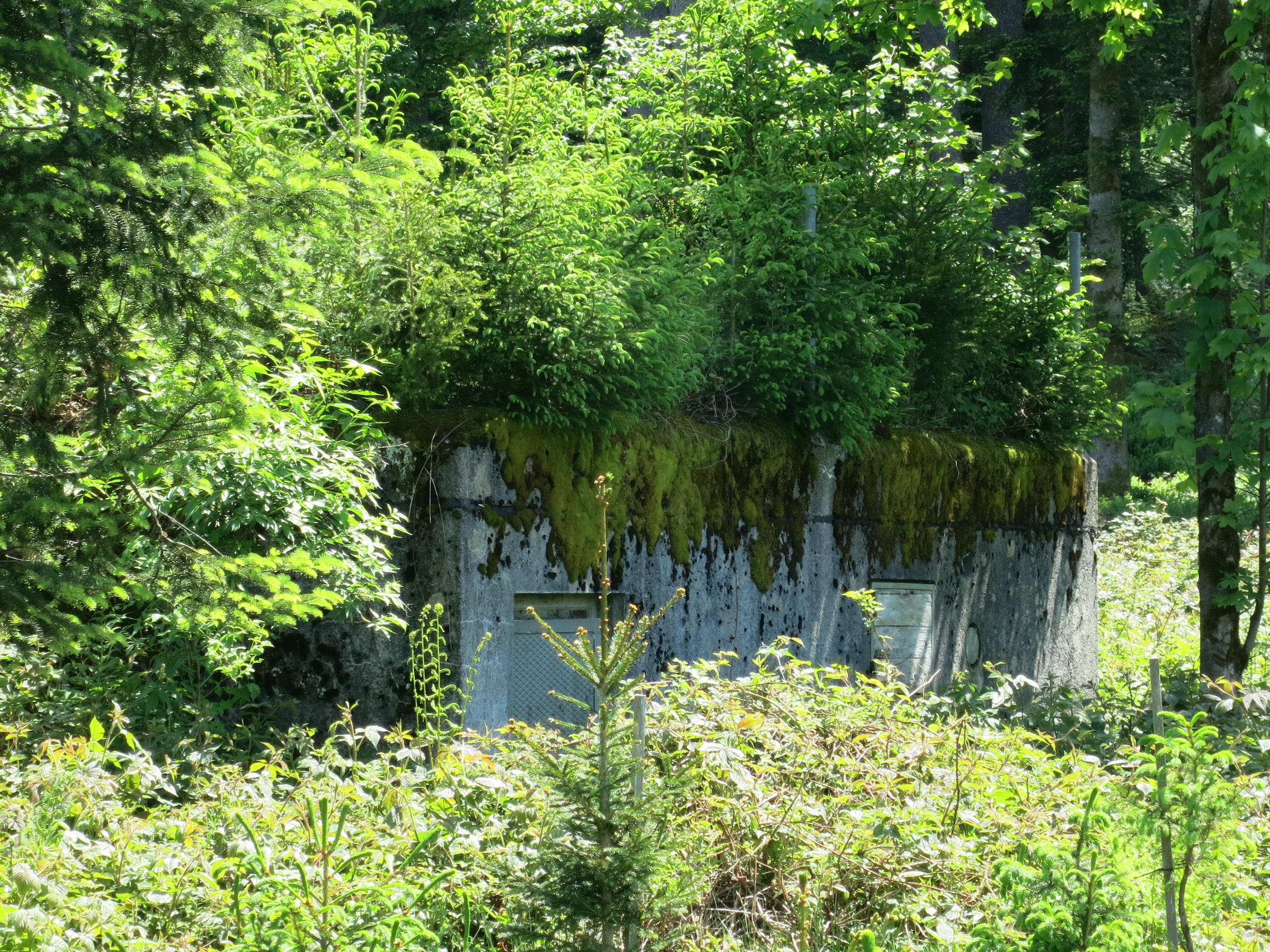
Unterstand Schwantenau A 7135

## Militärhistorische Vereine
Die Militärhistorische Stiftung des Kantons Zug und die Stiftung Schwyzer Festungswerke sind im Besitze von militärhistorischen Anlagen im ehemaligen Einsatzraum der 6. Division, die sie der Öffentlichkeit mit Tagen der offenen Türe und anlässlich von Führungen zugänglich machen.
Der Wanderweg Schindellegi bis Biberbrugg führt südlich der Bahnlinie an den Infanteriebunkern vorbei.